# العلاقات البوليفية الليبية
العلاقات البوليفية الليبية هي العلاقات الثنائية التي تجمع بين بوليفيا وليبيا.

## مقارنة بين البلدين
هذه مقارنة عامة ومرجعية للدولتين:
| وجه المقارنة                                              | بوليفيا                                          | ليبيا                                       |
| --------------------------------------------------------- | ------------------------------------------------ | ------------------------------------------- |
| المساحة (كم2)                                             | 1.10 مليون                                       | 1.76 مليون                                  |
| عدد السكان (نسمة)                                         | 11.05 مليون                                      | 6.37 مليون                                  |
| الكثافة السكانية (ن./كم²)                                 | 10.05                                            | 3.62                                        |
| العاصمة                                                   | سوكري، لاباز                                     | طرابلس                                      |
| اللغة الرسمية                                             | اللغة الإسبانية، اللغة الأيمرية، كتشوا، غوارانية | اللغة العربية، اللغة العربية الفصحى الحديثة |
| العملة                                                    | بوليفاريو بوليفي                                 | دينار ليبي                                  |
| الناتج المحلي الإجمالي (بليون دولار)                      | 37.51 مليار                                      | 50.98 مليار                                 |
| الناتج المحلي الإجمالي (تعادل القوة الشرائية) بليون دولار | 74.58 مليار                                      | 69.32 مليار                                 |
| الناتج المحلي الإجمالي الاسمي للفرد دولار أمريكي          | 3.08 ألف                                         |                                             |
| الناتج المحلي الإجمالي للفرد دولار أمريكي                 | 6.63 ألف                                         | 15.60 ألف                                   |
| مؤشر التنمية البشرية                                      | 0.662                                            | 0.724                                       |
| رمز المكالمات الدولي                                      | +591                                             | +218                                        |
| رمز الإنترنت                                              | .bo                                              | .ly                                         |
| المنطقة الزمنية                                           | 00                                               | ت ع م+02:00، توقيت شرق أوروبا               |

## منظمات دولية مشتركة
يشترك البلدان في عضوية مجموعة من المنظمات الدولية، منها:
| علم المنظمة | اسم المنظمة                        | تاريخ انضمام بوليفيا | تاريخ انضمام ليبيا |
| ----------- | ---------------------------------- | -------------------- | ------------------ |
|             | الاتحاد البريدي العالمي            | ?                    | ?                  |
|             | مؤسسة التنمية الدولية              | 21 يونيو 1961        | 1 أغسطس 1961       |
|             | منظمة حظر الأسلحة الكيميائية       | ?                    | ?                  |
|             | الأمم المتحدة                      | 14 نوفمبر 1945       | 14 ديسمبر 1955     |
|             | وكالة ضمان الاستثمار متعدد الأطراف | 3 أكتوبر 1991        | 5 أبريل 1993       |
|             | منظمة الشرطة الجنائية الدولية      | ?                    | ?                  |
|             | مؤسسة التمويل الدولية              | 20 يوليو 1956        | 18 سبتمبر 1958     |
|             | الاتحاد الدولي للاتصالات           | 1 يونيو 1907         | 3 فبراير 1953      |
|             | البنك الدولي للإنشاء والتعمير      | 27 ديسمبر 1945       | 17 سبتمبر 1958     |
|             | يونسكو                             | 13 نوفمبر 1946       | 27 يونيو 1953      |

## وصلات خارجية
- موقع وزارة الخارجية البوليفية
- موقع وزارة الخارجية الليبية